# Saint-Mard-de-Vaux
Saint-Mard-de-Vaux é uma comuna francesa na região administrativa de Borgonha-Franco-Condado, no departamento Saône-et-Loire. Estende-se por uma área de 6,56 km². Em 2010 a comuna tinha 287 habitantes (densidade: 43,8 hab./km²).